# Atlas Cheetah
El Atlas Cheetah es un avión cazabombardero de la familia Mirage, monoplaza o biplaza cuyo único operador en 2018 es la Fuerza Aérea del Ecuador. Fue construido por la Atlas Aircraft Corporation de Sudáfrica (establecida en 1965) sobre la base del avión Dassault Mirage III de tercera generación. Resultando en tres variantes construidas, el biplaza Cheetah D, y los monoplaza Cheetah E y Cheetah C (el modelo C está basado en el caza israelí Kfir).[cita requerida] El Cheetah E fue retirado en 1992, y las últimas unidades operativas, Cheetac C y Cheetah D, en la Fuerza Aérea Sudafricana fueron dadas de baja del servicio operativo en 2008.

## Historia
El programa Cheetah (“guepardo” en inglés) de la empresa de tecnología Atlas, se desarrolló a partir de las necesidades de Sudáfrica, durante los años 80, de tener un avión de combate supersónico de superioridad aérea, con ciertas capacidades de ataque a tierra. 

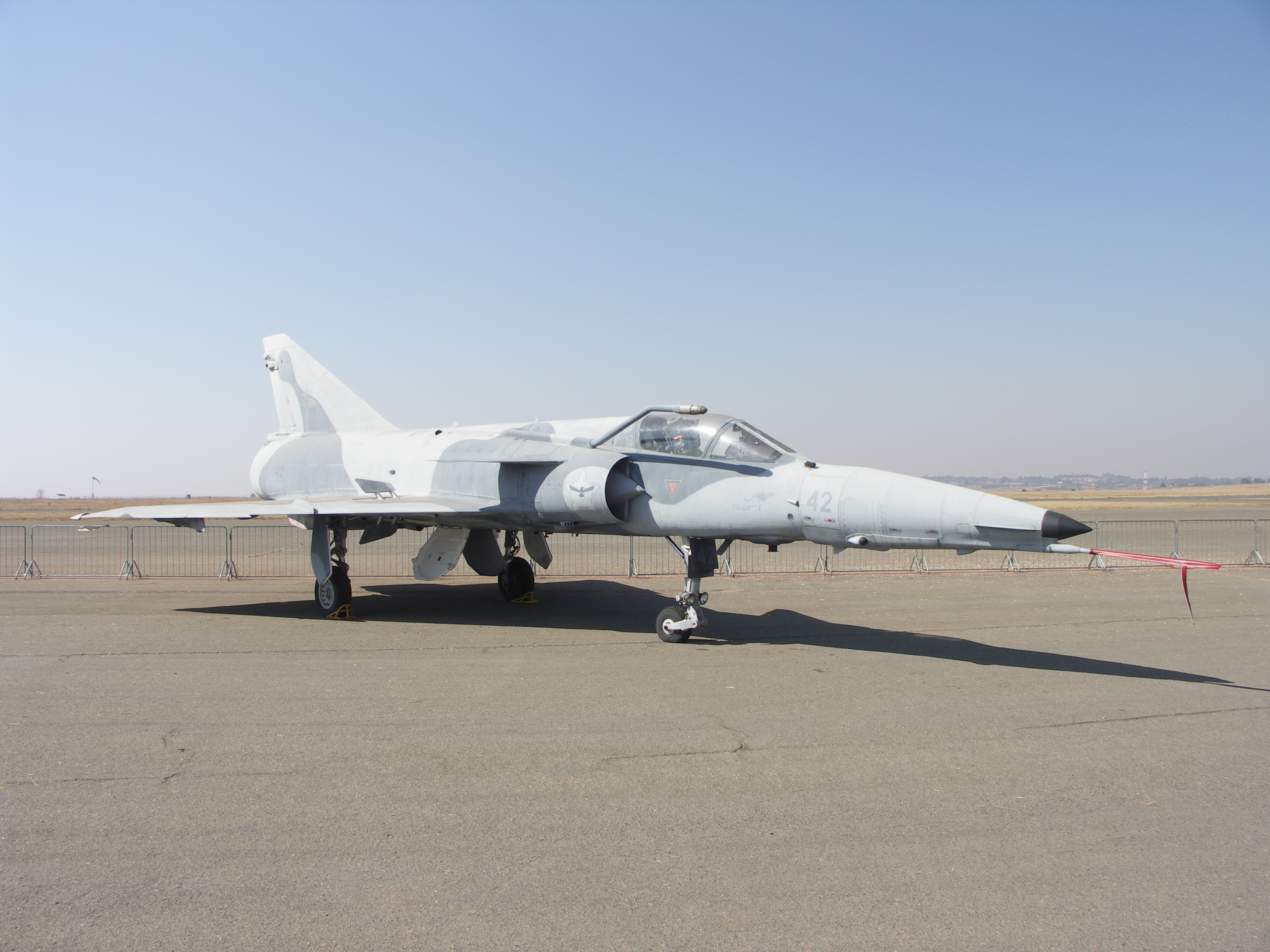
Cheetah E (No, 842) en el Museo de la Fuerza Aérea Sudafricana en Swartkop, Pretoria.

Desarrollado pensando en hacer frente a los cazas de fabricación soviética, como el MiG-23 que era empleado por las fuerzas de Angola y de Cuba, enfrentadas a las tropas sudafricanas en la Guerra de la frontera de Sudáfrica. Además influyeron en buscar un reemplazo a los Mirage III, el creciente costo de mantenimiento de los Mirage de la SAAF debido a las sanciones internacionales, la falta de repuestos, el desgaste natural por uso, y el embargo de armas impuesto por el Consejo de Seguridad de las Naciones Unidas, que en su Resolución 418 prohibía a Sudáfrica comprar aeronaves de combate, entre otros sistemas de armas; con lo cual, la única opción viable fue la actualización de las aeronaves existentes en servicio en su inventario. 
La SAAF había comprado Mirage III en los años 60 y poco antes del embargo había comprado aviones Mirage F1 y licencias de fabricación de componentes de aviación. A pesar de la ayuda de Israel para mantener sus Mirage III los años pesaban en estos, y cada vez aparecían en los cielos de Angola versiones más modernas de los Mig-21 y finalmente hicieron su aparición los Mig-23. La desventaja surafricana en misiles y aviones frente a los Mig-23 era evidente y se hacía necesario contar con un avión que equilibrara la balanza ya que los Mirage F-1 de la SAAF estaban en inferioridad frente a los Mig-23 y sus misiles, evidenciado porque los pilotos de la SAAF trataban de evitar enfrentarse a los Mig-23 en Angola.
Para este momento, la industria aeronáutica sudafricana había alcanzado un alto nivel de capacidad técnica y humana, como para hacer posible desarrollar mejoras importantes. Asimismo los pactos secretos con Israel y la necesidad de fondos que la Israel Aircraft Industries tenía en aquellos años para afrontar su programa Lavi hizo que ofrecieran a Sudáfrica la tecnología empleada en sus Kfir.

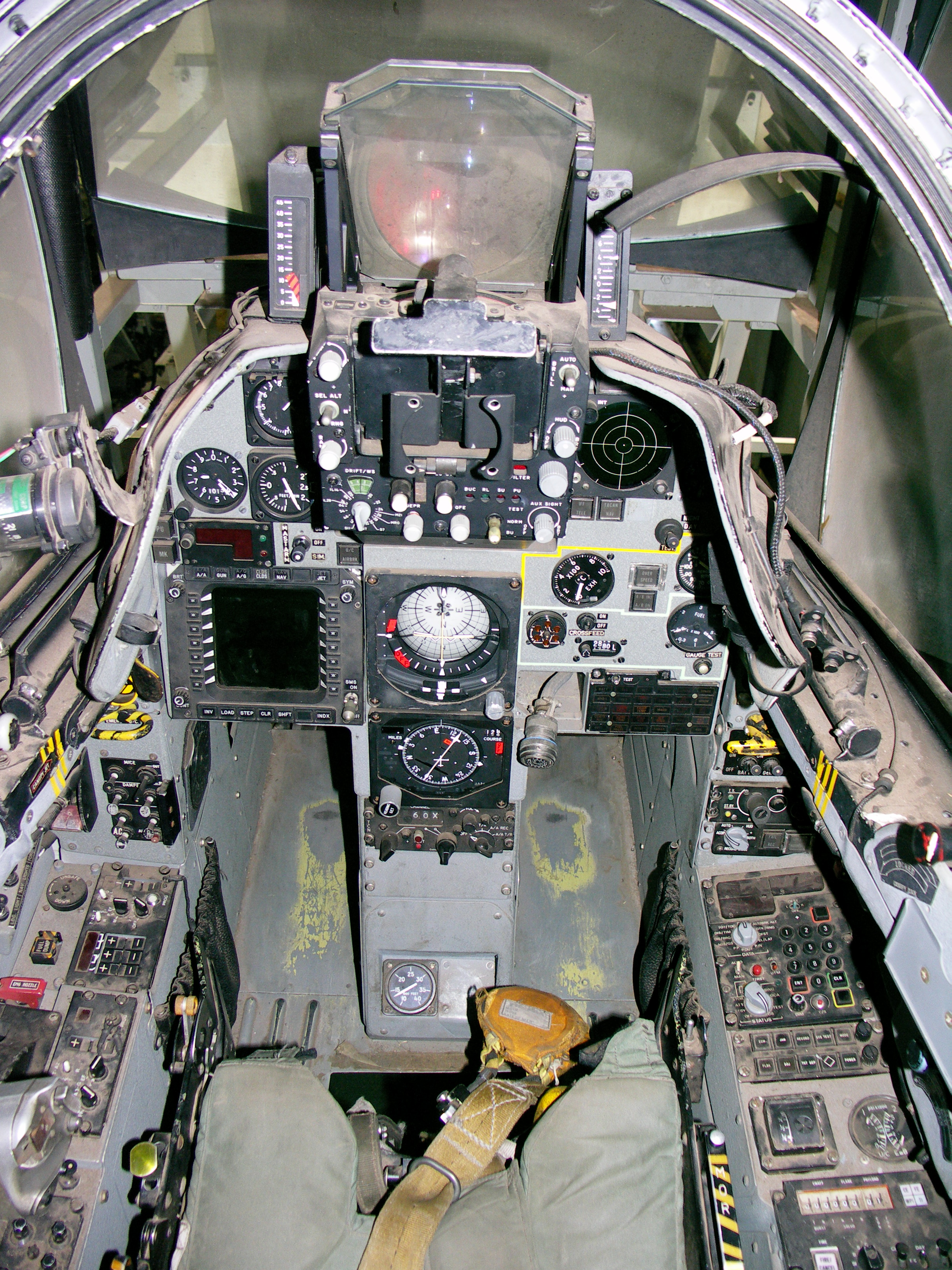
Cabina de un simulador de vuelo del Cheetah D.

En ese momento, las aeronaves más veloces de la flota de jets de la SAAF, eran el caza francés Dassault Mirage III (EZ/CZ/BZ/DZ/D2Z/RZ/R2Z) y el nuevo caza Mirage F1 (AZ/CZ). Sin embargo, el caza de combate Mirage F1, diseñado para misiones de supremacía aérea, era el más moderno de la flota, habiendo sido entregado desde 1977 en adelante.
Estos aviones de combate fueron los elementos principales de la defensa aérea de Sudáfrica, con algunas mejoras sobre el caza francés Mirage III y el caza israelí IAI Kfir, para mejorar sus capacidades de ataque a tierra, modernización conocida inicialmente como Proyecto Cushion.

## Desarrollo
El trabajo de modernización estuvo a cargo de Aviación Atlas, formalmente la Empresa de Tecnología Atlas Aircraft Corporation y posteriormente, la empresa Denel Aerospace Systems , con los técnicos que participaron en el proyecto israelí de construcción del nuevo jet caza de ala en delta que sería fabricado en forma independiente por Israel, el IAI Lavi que finalmente no se construyó por presión estadounidense, optándose por la compra del F-16 Fighting Falcon para equipar a la Fuerza Aérea de Israel.
La actualización consistió en una modificación estructural de la aeronave, alargándose el fuselaje, la parte trasera y el cono delantero del radar; la implementación de alerones delanteros canards fijos justo por detrás de los difusores de entrada de aire de la turbina.

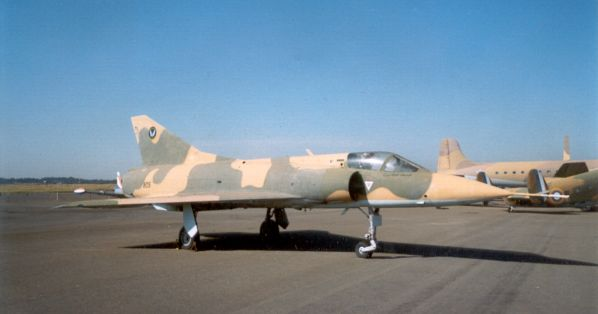
Mirage IIICZ sudafricano original, sin canard´s, base para el desarrollo del mejorado Cheetah

También se instalaron dos nuevos puntos de sujeción de armas en la base de las alas, se adaptó una nueva sonda externa de reabastecimiento de combustible en vuelo (del tipo canasta con manguera flexible) al costado derecho de la cabina de mando.
Nuevos asientos eyectores; se adoptó el motor del Mirage F-1 (el Atar 9K50C-11 [fabricado bajo licencia y mejorado en Sudáfrica]) en las variaciones C y D, se ampliaron las entradas de aire en la parte superior del motor para enfriar la turbina, cuando se enciende el sistema de postcombustión de combustible durante largos periodos de combate a velocidad supersónica.
Se instaló además, un nuevo mástil más resistente en el timón vertical de cola, que se extiende a lo largo del fuselaje central en forma triangular para evitar los derrapes laterales en el momento del despegue, aterrizaje y lanzamiento de armas; se diseñó un diferente declive aerodinámico en la célula longitudinal de la cabina de mando y una incisión "diente de perro" en cada ala, que es un pequeño aumento en la superficie del ala, para adelantarlas y mejorar la sustentación a baja altitud y velocidad, donde el aire es más denso, húmedo y pesado, para tener un mejor performance de vuelo y control de la nave, en las misiones de ataque a tierra y ataque naval, con vuelos rasantes a nivel del mar y en el momento del despegue y aterrizaje.
Una mejora importante fue la instalación de capacidad de vuelo electrónico por cable Fly-by-wire, operados por un sistema gemelo de computadoras de control de vuelo, similar a los más modernos aviones de combate. Tiene instalado además, nuevos strakes en la nariz, que son pequeños perfiles aerodinámicos externos, como los de un misil, para incrementar el desempeño de alto ángulo de ataque (AoA) y giros cerrados. 

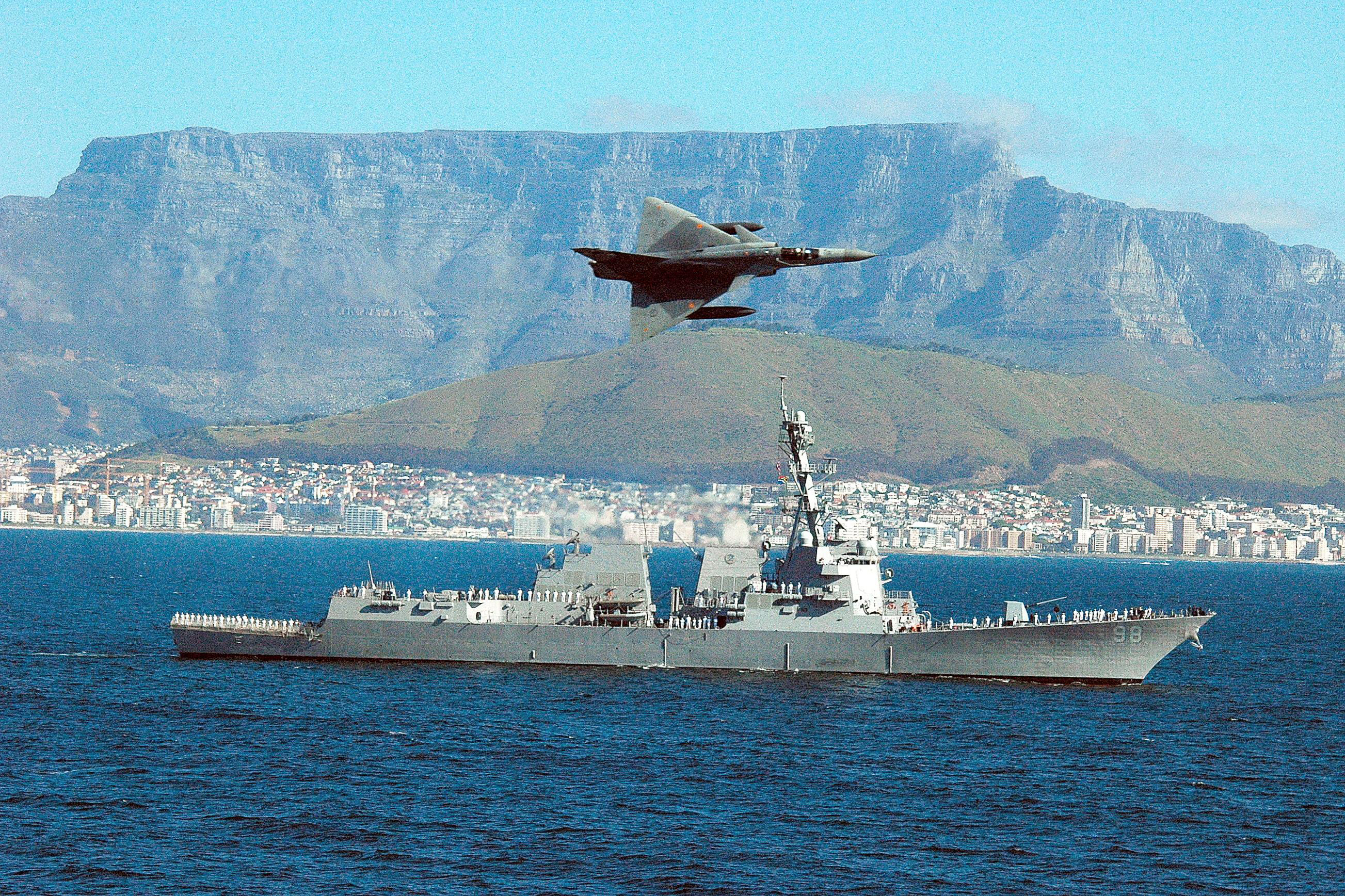
Cheetah C volando sobre el destructor estadounidense USS Forrest Sherman

Las mejoras aerodinámicas incrementaron la performance de giro un 15%, incrementó el ángulo de ataque AoA, redujo la velocidad mínima de vuelo a 180 km/h. para poder aterrizar en pistas cortas y ayudó a incrementar el peso máximo de despegue en 700 kg., mientras que ofreció como resultado, una reducción de sólo 5% en el nivel máximo de velocidad y aceleración a gran altitud, por la resistencia al aire que presentan estos nuevos perfiles aerodinámicos, mejorando su performance de vuelo a baja y media altitud, para las misiones de ataque a tierra y vuelos rasantes sobre el mar.[cita requerida]
Adicionalmente se mejoró la aviónica, con la instalación de nuevas Pantallas planas en la cabina de mando, un moderno visor Head-up display sobre el panel de control con información al piloto, el nuevo sistema de mira en el casco (Helmet mounted displays - HMD), control de radar, capacidad de EW y un nuevo sistema de autoprotección de la aeronave ante ataques de otros cazas y misiles lanzados desde tierra y aire, necesitando un incremento en la longitud de la nariz, para poder balancear el peso de la aeronave durante el vuelo.
Esta mejora técnica, vinculó el acoplamiento de un nuevo Equipo Electrónico EW en la cabina de mando, que incluye sistemas de defensa, detectar misiles enemigos disparados por otros aviones caza y desde tierra, y nuevos sensores de alerta de detección de radar enemigo, y automáticamente acopló, el nuevo sistema de autoprotección de la aeronave, que consiste en bloqueadores electrónicos de detección de radar y lanzadores de bengalas, para confundir misiles enemigos con detección de calor.
El copiloto operador de radar y sistemas defensivos, sentado en tándem detrás del piloto, en la nueva versión biplaza de dos asientos, que antes era utilizada solamente para entrenar a los nuevos pilotos de combate de la Academia de vuelo, tenía además ahora una nueva función de combate. Se instaló una nueva Pantalla plana en la parte superior del panel de control, para detectar blancos enemigos en combate aéreo, para operar como avión guía de ataque del "Ala de combate", sin necesidad de instrucciones desde la base de comando en tierra, esto permite a los otros aviones escolta del "Ala de combate", volar con sus radares activos apagados, para no ser detectados por los radares enemigos.
Además de ser un avión biplaza para combate contra otros cazas, puede realizar operaciones de penetración profunda dentro de territorio enemigo en forma independiente, operar en misiones de bombardeo de precisión en todo tipo de clima, vuelo nocturno, ataque a tierra y ataque naval, con vuelos rasantes sobre el mar y comandar misiones de combate naval.

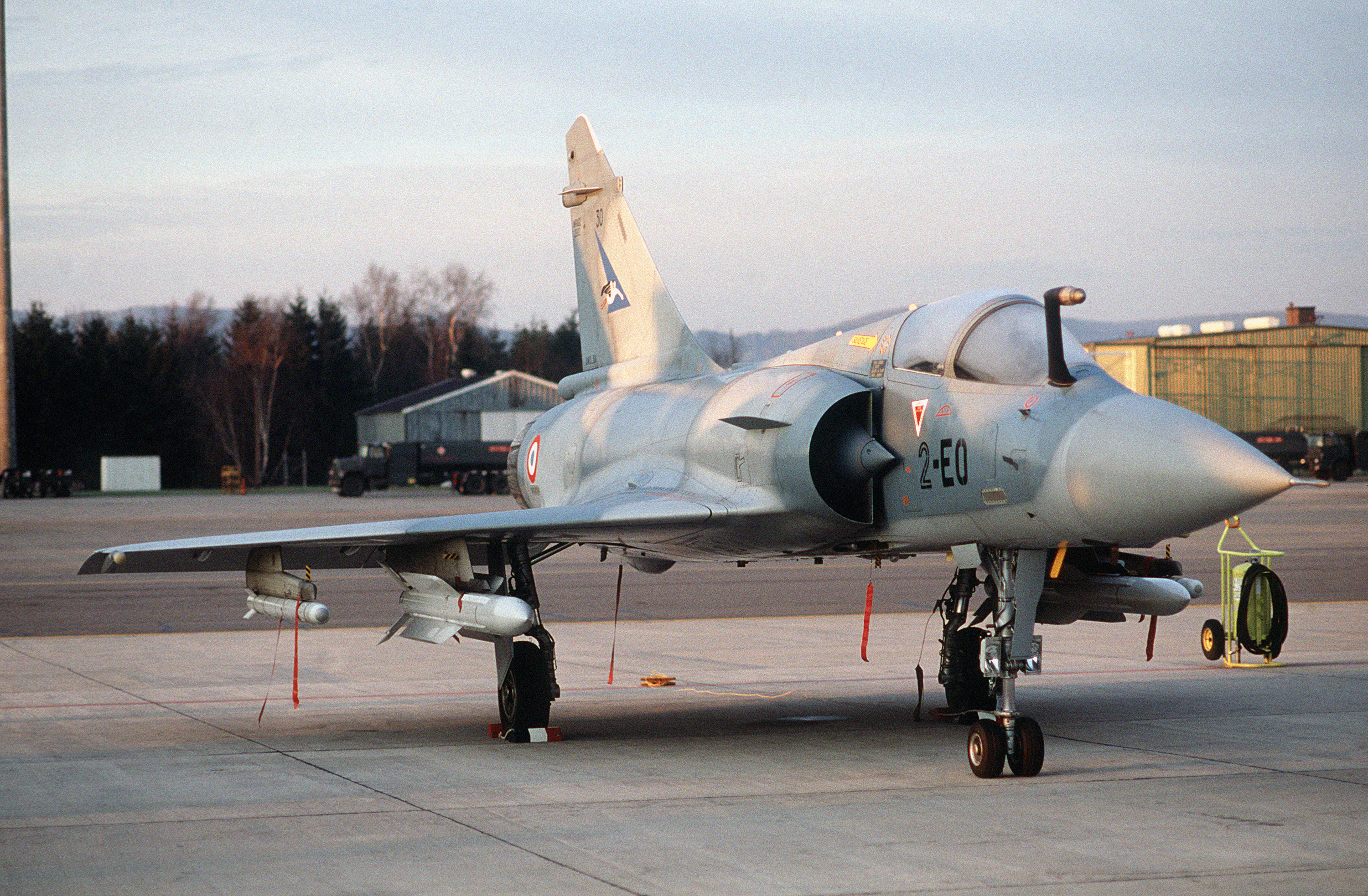
Un Mirage 2000C francés en 1987.

Puede servir para misiones de entrenamiento de pilotos y guía de ataque, como un avión radar de alerta de batalla, que puede comandar una misión de combate sin la ayuda de la base de comando en tierra, para ataques a tierra volando bajo entre montañas y ataques navales con vuelos rasantes a nivel del mar; puede comandar misiones de patrulla, vigilancia costera, lucha contra el narcotráfico, contrabando, ataques a campamentos de terroristas con bombas guiadas, ataques a piratas en el mar y vuelo nocturno en todo tipo de clima. Puede transportar dos tanques de combustible bajo las alas y un misil naval tipo Exocet, bajo el fuselaje central y hasta tres tanques de combustible, uno bajo cada ala y uno bajo el fuselaje central, para aumentar su alcance en misiones de patrulla. Con las recientes mejoras instaladas en la nave, podrá continuar volando hasta el año 2020.

## Diseño

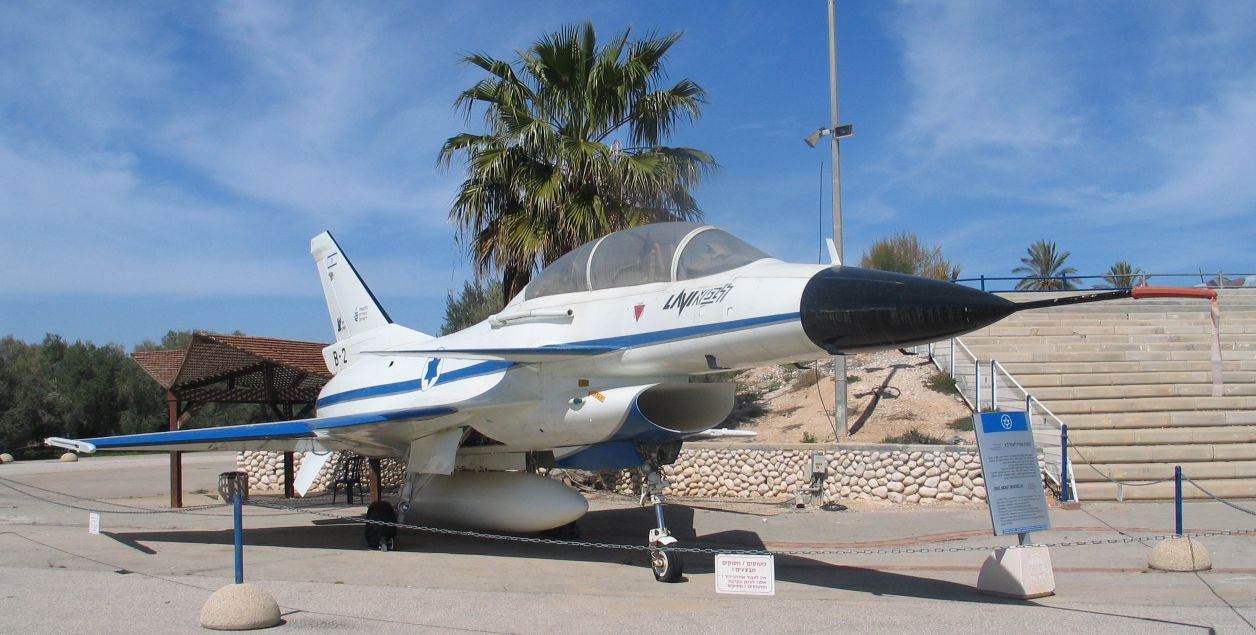
Prototipo del avanzado caza IAI Lavi B-2 de Israel que nunca se construyó en serie.

Avión caza monomotor con diseño en ala en delta, con alerones delanteros canard´s fijos, en una combinación Delta-canard's para mejorar su performance de vuelo a media y baja altitud, al aumentar la superficie alar con estos alerones, permite mejorar su maniobrabilidad y transporte de mayor cantidad de armas y combustible, con capacidades todo tiempo, vuelo nocturno, misiones de guía de ataque, escolta de otros aviones de combate, misiones de penetración profunda dentro de territorio enemigo, como un bombardero convencional de ataque a tierra y realizar misiones de ataque naval con vuelos rasantes sobre el mar; control de vuelo por cables Fly-by-wire; casco con mira para el piloto de tecnología HUD Head-up display; la instalación de un nuevo y potente Radar de Pulsos Doppler e instalación de un gran parabrisas de una sola pieza y de un nuevo diseño aerodinámico, para darle más visibilidad al piloto.
Es un caza polivalente que puede efectuar con éxito misiones de ataque contra territorio enemigo, en misiones de penetración profunda volando entre valles y montañas en todo tipo de clima, lanzar bombas guiadas, misiles crucero y el misil naval Exocet, como un avión caza naval de base en tierra, en las mismas misiones de combate del avión de ataque Dassault-Breguet Super Étendard y puede combatir contra otros aviones caza, en la misma plataforma a gran velocidad y altitud, como un avión caza convencional Mirage F1. 

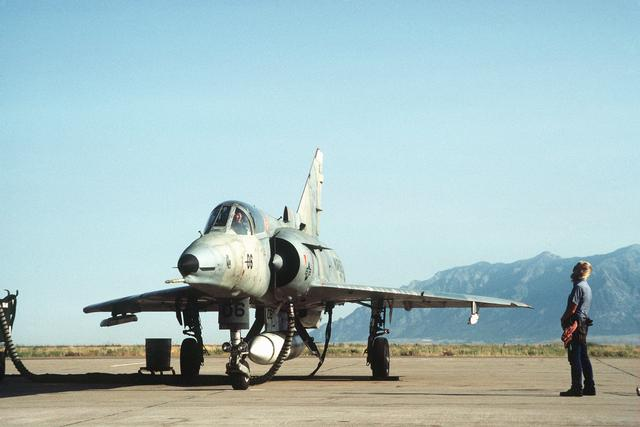
Kfir C.1 perteneciente al USMC.

El computador de vuelo y nuevo software de navegación, evitan que la nave entre en pérdida de sustentación durante giros cerrados a baja velocidad, incluyendo los beneficios otorgados por el sistema de comando HOTAS Hands On Throttle-And-Stick, manos en el mando de gases del motor y palanca de control, de vuelo y armamento, debido a la inestabilidad que proporcionan los alerones delanteros "canard's".
Puede transportar 2 nuevos tanques externos de combustible bajo las alas, de mayor capacidad y tamaño; tiene mayor capacidad para transportar combustible en tanques internos de la nave, por su nuevo fuselaje alargado, para aumentar su alcance en combate y autonomía de vuelo; tiene dos nuevos pilones de carga de armas en la base de las alas, en forma similar al caza Dassault Mirage 2000 y está equipado con una sonda fija, al costado derecho de la cabina, para el reabastecimiento aéreo de combustible y aumentar su rango operativo.
El nuevo y mejorado Cheetah, tiene estas modernas superficies horizontales fijas, instaladas junto a las toberas de ingreso de aire a los motores, para formar unas canard´s fijas, justo sobre el ala principal en forma de ala en delta, logrando mayor elevación, mayor superficie alar para transportar más carga de armas y combustible, y aumentando la sustentación de la nave, en forma similar al afamado caza IAI Kfir fabricado en Israel, del que parece estar inspirado para su construcción. 

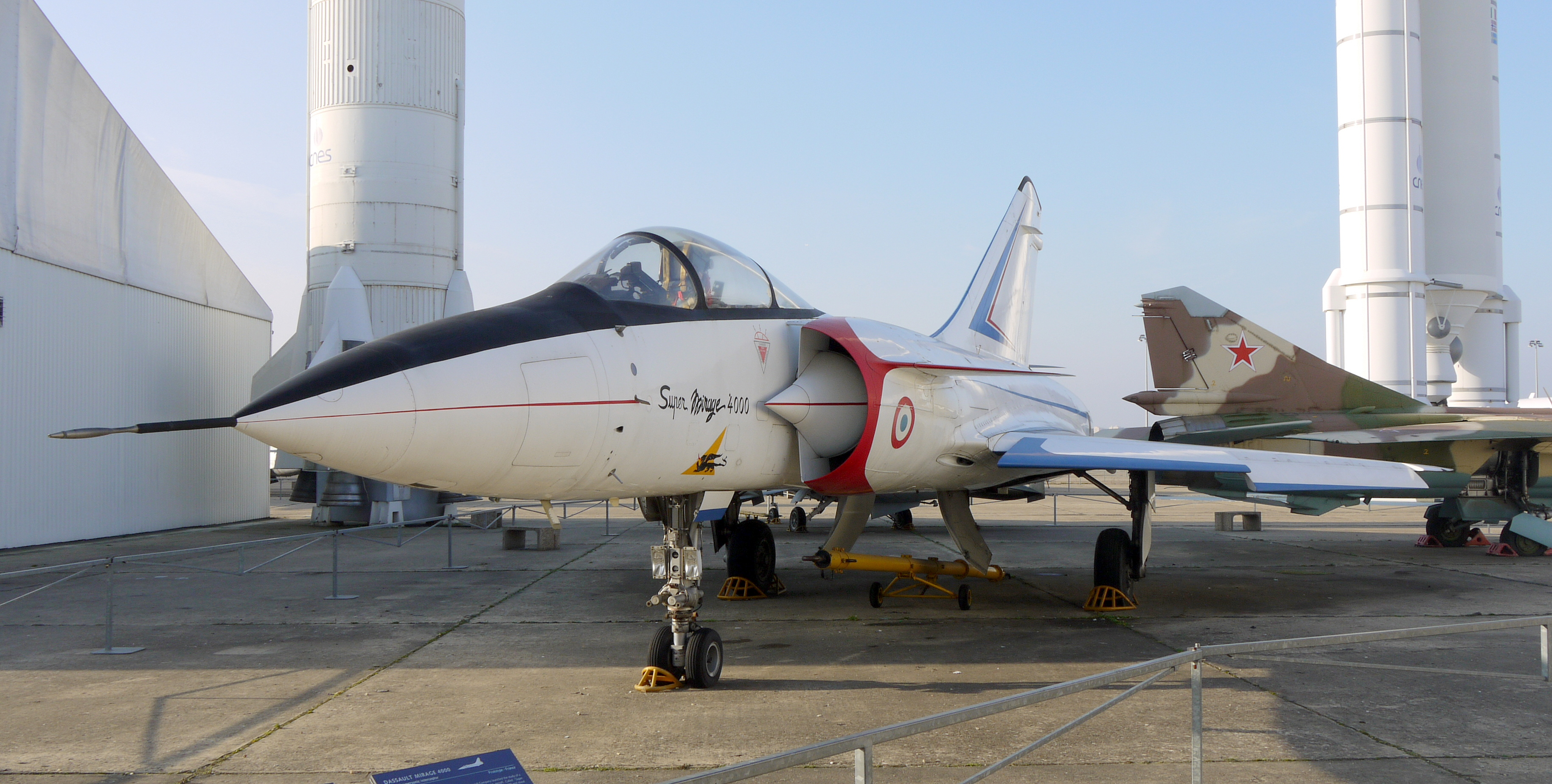
Ejemplar en el museo de Le Bourget del Dassault Mirage 4000

La configuración delta-canard es inherentemente inestable, porque las aletas delanteras generan una turbulencia de aire sobre el ala principal, lo cual provee a la nave un alto nivel de maniobrabilidad y capacidad de giro a velocidades supersónicas. Esta nueva característica de vuelo requiere un sofisticado sistema de control computarizado de vuelo digital por cables Fly-by-wire (FBW) para poder proveer la necesaria estabilización artificial con la ayuda de computadoras de vuelo y programas (software) muy avanzados, que migraron de otros diseños de aviones de combate, como el caza IAI Lavi de Israel y el caza experimental Dassault Mirage 4000 que nunca se fabricó en serie en Francia.

## Componentes del Cheetah C
Francia -  Reino Unido

### Electrónica
| Sistema           | País                    | Fabricante   | Notas                          |
| ----------------- | ----------------------- | ------------ | ------------------------------ |
| Sistema de escape | Bandera del Reino Unido | Martin-Baker | Asiento eyectable modelo Mk.10 |

### Propulsión
| Sistema | País               | Fabricante | Notas             |
| ------- | ------------------ | ---------- | ----------------- |
| Motor   | Bandera de Francia | Snecma     | 1 × Atar 9K50C-11 |

## Versiones

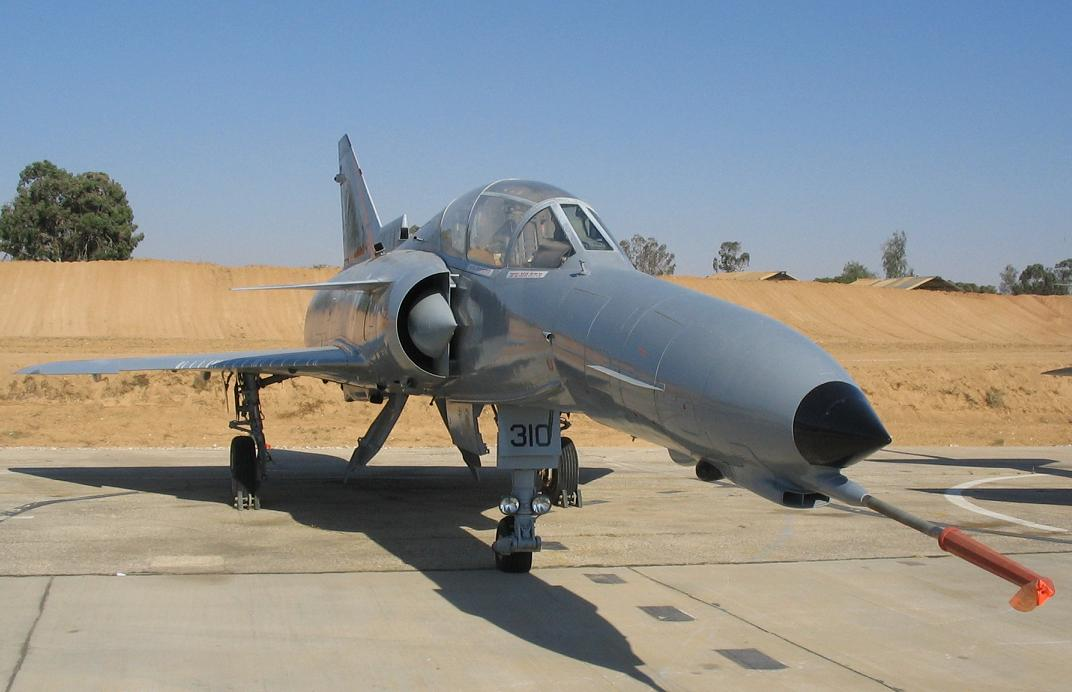
Kfir TC.2 biplaza (El morro alargado y la cabina, en forma similar al Cheetah.

Cheetah CVersión diseñada a partir del caza IAI Kfir fabricado en forma independiente por Israel, con el "pack de sensores" de la nueva conversión Kfir C-10, como el radar Elta 2032. Eran el equivalente de la Fuerza Aérea de Sudáfrica SAAF, del nuevo IAI Kfir C-7. Aunque no es reconocido oficialmente, el avión es una copia del proyecto, del nuevo caza IAI Kfir 2000 que nunca se construyó en serie.
Se construyeron 38 Cheetah C, avión de combate polivalente, la variante más avanzada contando con un radar multimodo Elta 2032, el previsto originalmente para equipar al nuevo caza IAI Lavi que nunca se construyó en serie, una nueva computadora de misión Elbit y sistema de guerra electrónica Elisra.
El Cheetah C está equipado con el nuevo motor turbofán Snecma Atar 9K-50 (construido bajo licencia y mejorado en Sudáfrica), equipado con una nueva sonda de reabastecimiento en vuelo y parabrisas de una sola pieza, para que el piloto pueda tener una mejor visibilidad, el mismo del caza francés Dassault Mirage 2000. Es necesario señalar que pese al embargo de armas contra el país, estos aviones fueron totalmente reconstruidos, pero no con base en Mirage III sino utilizando al menos 45 células de fuselajes originales de los aviones IAI Kfir C2/TC2, suministradas por Israel.
Cheetah DDe diseño biplazas construidos con propósitos tácticos, como reemplazo de los bombarderos Buccaneer Mk50 en el rol de ataque nuclear, pueden transportar armas nucleares y misiles tácticos, misiles navales y armas de ataque a tierra. En total fueron reconstruidos 11 Cheetah D a partir de Mirage III DZ/D2Z. Los cinco biplazas restantes, fueron reconstruidos a partir de células originales del caza IAI Kfir, suministradas por Israel.
Chetaah EConversiones de Mirage III EZ , en un proceso similar al del caza Pantera chileno, y algunas conversiones colombianas. En esencia era un paquete de instalación de un sistema electrónico WDNS, equipo INS, radar Elta 2001 y demás equipos electrónicos desarrollados en Israel, para darle potenciales de ataque similares al nuevo caza Kfir C7.
Los 16 Cheetah E fueron construidos a partir del caza Mirage III EZ original. El Cheetah E entró en servicio en 1988, primero con la 89th CFS y posteriormente con el 5th Squadron, pero como se trataba de un modelo interino, fue retirado del servicio cinco años después en 1993.
Algunos de los Cheetah D y E, estaban propulsados por el motor turbofán Atar 9C-30.  En uno de los aviones Cheetah D, se probó como aplicación de nueva tecnología, un nuevo motor turbofán Ruso Klimov SMR-95.
Cheetah R(ex Mirage IIIR2Z). Un solo ejemplar para pruebas de nuevas tecnologías de vuelo y control de armas.

## Usuarios

### Antiguos Operadores
- Ecuador

10 Unidades Cheetah C, de versión monoplaza y 2 Cheetah D, en la versión biplaza, entregados el 14 de febrero de 2012. Con garantía de 5 años en lo tendiente a soporte técnico y mantenimiento. Fueron desactivados en 2021.
- Sudáfrica

Fabricante y principal operador, 70 unidades (38 del modelo C, 16 de cada uno de los modelos D y E). Las últimas unidades fueron dadas de baja del servicio operativo en 2008.

## Especificaciones
El Avión es prácticamente un Kfir, excepto en el motor con que está dotado. Es interesante comparar este avión con la modificación realizada por Chile durante los mismos años a sus Mirage, denominada Pantera. 
La SAAF se equipó con lo que buscaba, un caza con que hacer frente a los MiG-23 gracias a sus misiles Kukri, Darter y Python guiados por el piloto desde su casco. No necesitaba un radar demasiado potente ni misiles de alcance. Necesitaba alcance, potencia y maniobrabilidad.
Referencia datos: Military Today.

### Características generales
- Tripulación: 1/ 2 en la versión biplaza.
- Longitud: 15,7 m (51,3 ft)
- Envergadura: 8,2 m (27 ft)
- Altura: 4,6 m (14,9 ft)
- Superficie alar: 34,8 m² (374,6 ft²)
- Peso vacío: 6600 kg (14 546,4 lb)
- Peso máximo al despegue: 13 700 kg (30 194,8 lb)
- Planta motriz: 1× Turborreactor SNECMA Atar 09K50.
  - Empuje normal: 49 kN (5000 kgf; 11 022 lbf) de empuje.
  - Empuje con postquemador: 70,8 kN (7222 kgf; 15 921 lbf) de empuje.

### Rendimiento
- Velocidad máxima operativa (Vno): 2338 km/h (1453 MPH; 1262 kt) a 12.000 m de altitud.
- Velocidad crucero (Vc): 956 km/h (594 MPH; 516 kt) a 10.000 m de altitud.
- Alcance: 1300 km (702 nmi; 808 mi)
- Alcance en ferry: 2400 m (7874 ft)
- Techo de vuelo: 17 000 m (55 774 ft)
- Régimen de ascenso: 233,3 m/s (45 925 ft/min)
- Carga alar: 250 kg/m² (51,2 lb/ft²)

### Armamento
- Cañones: 2× cañones DEFA de 30 mm con 125 proyectiles cada uno.
- Puntos de anclaje: 9 con una capacidad de 7500 kg, para cargar una combinación de:  
  - Bombas: 

    - Mark 82
    - Mark 83

  - Cohetes: 

    - 4 x Contenedores Matra de 18 tubos con cohetes SNEB de 68 mm.

  - Misiles: 

    - Misiles aire-aire
      - 4 x A-Darter
      - 4 x R-Darter
      - 4 x RAFAEL Derby
      - 4 x RAFAEL Python

    - Misiles antibuque
      - 1 x AM.39 Exocet

  - Otros: Hasta 3 tanques de combustibles externos de 250 litros.

### Aviónica
- Radar Elta 2032
- Sistema de comandos HOTAS

### Desarrollos relacionados
- Dassault Mirage III
- Dassault Mirage 5
- Dassault Mirage 2000
- Dassault Mirage 4000
- IAI Kfir
- IAI Lavi
- Chengdu J-10
- Atlas Carver

### Aeronaves similares
- IAI Kfir
- Dassault Mirage 2000
- Dassault Mirage 4000
- Dassault Mirage F1
- Saab 37 Viggen
- Mikoyan-Gurevich MiG-23
- Mikoyan MiG-27
- Xian JH-7